# Miss Turismo Mundo
Miss Turismo Mundo es un concurso inglés creado en 1991 por John Singh. Buscan de una representante que ayude a promover, conectar y desarrollar el turismo mundial.

## Ganadoras
| Año  | País/Territorio | Ganadora                           |
| ---- | --------------- | ---------------------------------- |
| 2022 | Japón           | Erina Hanawa                       |
| 2019 | Australia       | Juliana Nikols                     |
| 2017 | Colombia        | Andrea Katherine Gutierrez Puentes |
| 2015 | Tailandia       | Nuchnarin Sinlaparak               |
| 2014 | Japón           | Tomomi Kondou                      |
| 2013 | Venezuela       | Beronika Martinez                  |
| 2012 | Rusia           | Tatyana Maksimova                  |
| 2007 | Moldavia        | Ecaterina Sau                      |
| 2005 | República Checa | Zuzana Putnarova                   |
| 2003 | Rumania         | Alina Ciorogariu                   |
| 2002 | Filipinas       | Michelle Reyes                     |
| 2001 | Croacia         | Anita Dujic                        |
| 2000 | Venezuela       | Francys Barraza Sudnicka           |
| 1997 | Colombia        | Maria Mercedes Ruiz Orozco         |
| 1995 | Filipinas       | Suzanne Park Fahling               |
| 1994 | Venezuela       | Monica Montenegro Prosperi         |
| 1992 | Argentina       | Andrea Ramon                       |

## Tabla por número de coronas
| País/Territorio | Títulos | Año(s)           |
| --------------- | ------- | ---------------- |
| Venezuela       | 3       | 1994, 2000, 2013 |
| Japón           | 2       | 2014, 2022       |
| Colombia        | 2       | 1997, 2017       |
| Filipinas       | 2       | 1995, 2002       |
| Australia       | 1       | 2019             |
| Tailandia       | 1       | 2015             |
| Rusia           | 1       | 2012             |
| Moldavia        | 1       | 2007             |
| República Checa | 1       | 2005             |
| Rumania         | 1       | 2003             |
| Croacia         | 1       | 2001             |
| Argentina       | 1       | 1992             |

## Finalistas
| Año  | Primera Finalista                           | Segunda Finalista                                      | Tercera Finalista                          | Cuarta Finalista                      |
| ---- | ------------------------------------------- | ------------------------------------------------------ | ------------------------------------------ | ------------------------------------- |
| 2022 | Justine Felizarta Filipinas                 | Le Thi Huong Ly Vietnam                                | Yuliia Pavlikova · Rusia                   | Adeduro Tosin Adetola Nigeria         |
| 2019 | Karina Pochwala · Polonia                   | Nina Kallio · Finlandia                                | Fulya Tilki Chipre del Norte               | Anita Ayebare Uganda                  |
| 2017 | Janick Maceta del Castillo · Perú           | Sara Miletic Serbia                                    | Lynn Hsin Goh Malasia                      | Toru Amirlin Mongolia                 |
| 2015 | Yoselin Noroña · Ecuador                    | Karen Aliberti · Venezuela                             | Sara Stojanovic Serbia                     | Shelby Tribble Reino Unido            |
| 2014 | Ana Marquez Vera · España                   | Ashley Powell Reino Unido                              | Fernanda Rocha Lemes · Brasil              | Jelena Katarina Kapa · Croacia        |
| 2013 | Hillary Ondo Gabón                          | Michaela Haladova · República Dominicana               | Andrea Huisgen · España                    | Olena Popova · Ucrania                |
| 2012 | Purva Rana India                            | Nadina Abdel Aziz Líbano                               |                                            |                                       |
| 2007 | Aimee Melo Hernandez · República Dominicana | Asel Mamytbaeva · Kirguistán                           | Caroline Marufu Zimbabue                   | Emilia Rusu · Rumania                 |
| 2005 | Raquel Balencia Alonso España               | Oslie Muringal Zimbabue                                | Alexandra Oliynyk Ucrania                  | Shirley Alero Aghotse Nigeria         |
| 2003 | Nancy Valeria Randall · Brasil              | Dignelis Taymi Jimenez Hernandez Puerto Rico           | Jerusalem Ketema Etiopía                   | Jessica Maria Jardim Lino · Venezuela |
| 2002 | Didem Kovanci Turquía                       | Darjana Iljkic · Croacia                               |                                            |                                       |
| 2001 | Vanessa Carolina Fanessi Auteri · Venezuela | Petra Kasparaviciute · Lituania                        |                                            |                                       |
| 2000 | Renata Voitchovskaja · Lituania             | Rachel Soriano Filipinas                               |                                            |                                       |
| 1997 | Roisland Morovick · Rusia                   | Sabina Beck · Alemania                                 |                                            |                                       |
| 1995 | Iovana Soraya Grisales Castañeda · Colombia | Mildred Altagarcia Quiroz Abreu · República Dominicana | Yoseani Miglenis Finol Leidenz · Venezuela | Alejandra Paz Toledo · Guatemala      |
| 1994 | Se desconoce · Bélgica                      | Se desconoce · Colombia                                |                                            |                                       |
| 1992 | Jolanda Janssen Aruba                       | Tania Collazo Puerto Rico                              |                                            |                                       |